# 티퍼 고어

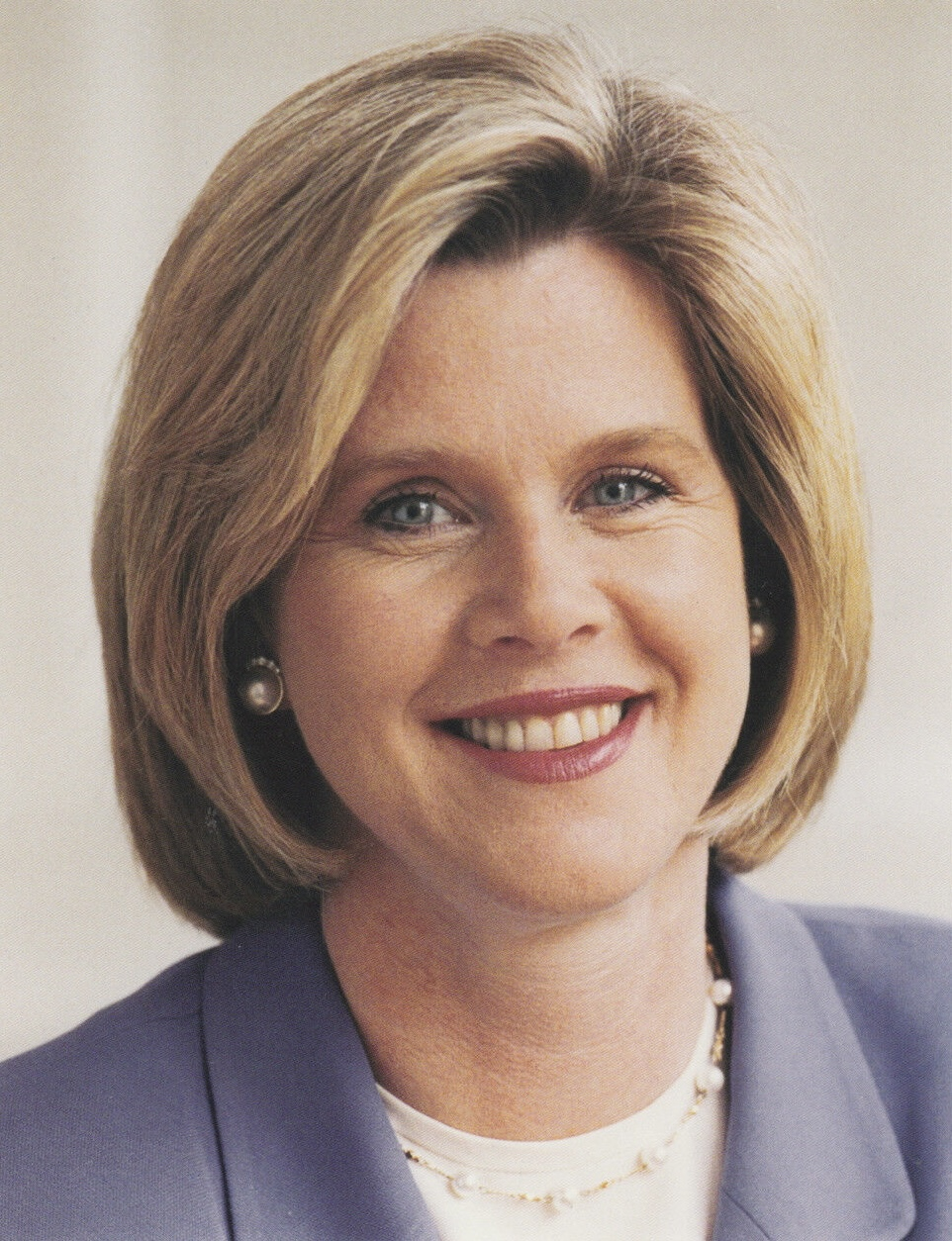
티퍼 고어

메리 엘리자베스 "티퍼" 고어(Mary Elizabeth "Tipper" Gore, 1948년 8월 19일 ~ )는 미국의 부통령 앨 고어의 부인 겸, 36대 세컨드 레이디이다. 그는 워싱턴 D.C.에서 태어나 버지니아주에서 자랐다. 테네시주 지역신문의 사진전문기자로 일하던 당시 앨 고어를 만났으며 1970년에 둘은 결혼했다. 슬하에 1남 3녀를 두었다. 